# Heterarmia farracearia
Heterarmia farracearia là một loài bướm đêm trong họ Geometridae.